# New York University School of Social Work
La New York University School of Social Work est une division de l'Université de New York (New York University, ou NYU). Fondée en 1960, elle dispense des diplômes de premier, deuxième et troisième cycles pour la formation des assistants de service social. L'école occupe trois maisons anciennes autour de Washington Square Park à Greenwich Village. Cependant, d'autres enseignements sont également dispensés au St. Thomas Aquinas College, au College of Staten Island et sur le campus du Sarah Lawrence College.
Son programme de master en travail social est reconnu pour avoir mis l'accent sur le service social en milieu hospitalier et pour la formation de praticiens réfléchis et plus humains. L'école a réussi à développer un réseau unique de partenariats parmi plus de 500 agences publiques ou associatives, situées dans les trois États limitrophes (New York, New Jersey et Connecticut). Les étudiants fournissent à eux seuls près d'un demi-million d'heures consacrées à du volontariat et aux placements. Les membres du corps enseignant s'impliquent également énormément à travers des initiatives menées en collaboration avec le gouvernement[Lequel ?] et des groupes communautaires. Ils participent notamment à de grands journaux spécialisés dans le travail social. Récemment, l'école a lancé une initiative portant sur les soins palliatifs et sur la fin de vie. Cette initiative, dénommée « étude Zelda Foster », rend hommage au travail d'un des anciens professeurs de la School of Social Work qui est étroitement lié au mouvement pour la défense de tels soins.

## Étudiants devenus célèbres
Anna Arnold Hedgeman